# 国道29号線 (韓国)
国道29号線（こくどう29ごうせん、宝城-瑞山線、ハングル: 국도 제29호선）は全羅南道宝城郡弥力面から忠清南道瑞山市大山邑へ至る大韓民国の一般国道である。

## 歴史
- 1981年3月14日 : 国道第29号線の長東-大山線に新設される。
- 1990年10月30日 : 始点が全羅南道長興郡長東面から全羅南道宝城郡弥力面に変更された。これに伴い、宝城-大山線に成り立つ。
- 1996年7月1日 : 終点を忠清南道瑞山市大山面から忠清南道瑞山市大山邑まで変更する。これに伴い、宝城-瑞山線に成り立つ。

## 通過する自治体
- 全羅南道
  - 宝城郡 - 和順郡
- 光州広域市
  - 東区 - 北区
- 全羅南道
  - 潭陽郡
- 全北特別自治道
  - 淳昌郡 - 井邑市 (市内洞地区 - 古阜面 - 永元面) - 扶安郡 - 金堤市 (扶梁面) - 井邑市 (新泰仁邑) - 金堤市 (扶梁面、市内洞地区などその他の地域) - 群山市
- 忠清南道
  - 舒川郡 - 扶餘郡 - 青陽郡 - 礼山郡 (光時面（朝鮮語版）) - 瑞山市

## 通過する道路
高速道路
- 南海高速道路
- 光州-大邱高速道路
- 西海岸高速道路
- 湖南高速道路
- 舒川-公州高速道路

国道
- 国道1号線
- 国道4号線
- 国道13号線 (韓国)（朝鮮語版）
- 国道15号線
- 国道17号線 (韓国)
- 国道23号線
- 国道24号線
- 国道26号線
- 国道27号線 (韓国)（朝鮮語版）
- 国道30号線
- 国道32号線 (韓国)（朝鮮語版）
- 国道36号線 (韓国)（朝鮮語版）
- 国道38号線 (韓国)（朝鮮語版）
- 国道39号線
- 国道40号線
- 国道45号線 (韓国)（朝鮮語版）
- 国道77号線

国家支援地方道
- 国家支援地方道49号線（朝鮮語版）
- 国家支援地方道58号線（朝鮮語版）
- 国家支援地方道59号線（朝鮮語版）
- 国家支援地方道60号線（朝鮮語版）
- 国家支援地方道68号線（朝鮮語版）
- 国家支援地方道70号線（朝鮮語版）
- 国家支援地方道96号線（朝鮮語版）